# 549648 Shirokov
549648 Shirokov este o planetă minoră (asteroid) din centura de asteroizi. A fost descoperită pe 27 august 2011 la  de . 
Obiectul prezintă o orbită caracterizată de o semiaxă mare de 2,6421572418027 UAi, o excentricitate de 0,18973042496266, o înclinație de 10,523953412585 ° în raport cu ecliptica.